# Euphitrea bhutanica
Euphitrea bhutanica es una especie de insecto coleóptero de la familia Chrysomelidae.
Fue descrita científicamente en 1992 por Medvedev.